# Rue du Chat-qui-Pêche
Rue du Chat-qui-Pêche (pol. ulica Kota Rybaka) – ulica w Paryżu, na osi północ-południe, dostępna tylko dla pieszych (zamknięta obustronnie barierami). Znajduje się w 5. dzielnicy, na terenie Dzielnicy Łacińskiej.
Jest uważana za najwęższą obecnie ulicę Paryża – ma 29 metrów długości i 1,80 metra szerokości. Miano to posiada niesłusznie, gdyż faktycznie najwęższa jest Sentier des Merisiers posiadająca niespełna metr szerokości (12. dzielnica). Rue du Chat-qui-Pêche łączy położony nad Sekwaną bulwar Quai Saint-Michel z ulicą Rue de la Huchette. Rue du Chat-qui-Pêche została otwarta w 1540 i prowadziła bezpośrednio w kierunku rzeki. Początkowo była nazywana Rue des Etuves, później Rue du Renard i Rue des Bouticles. Jej obecna nazwa pochodzi od oznaczenia domu przedstawiającego kota łowiącego ryby. W 1832 na obu zakończeniach traktu istniały kraty, których dziś już nie ma.